# Harutyun Selimian

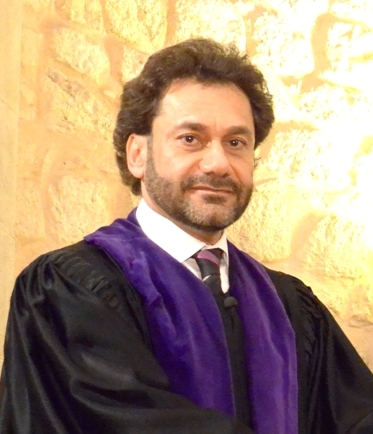
Harutyun Selimian, 2014

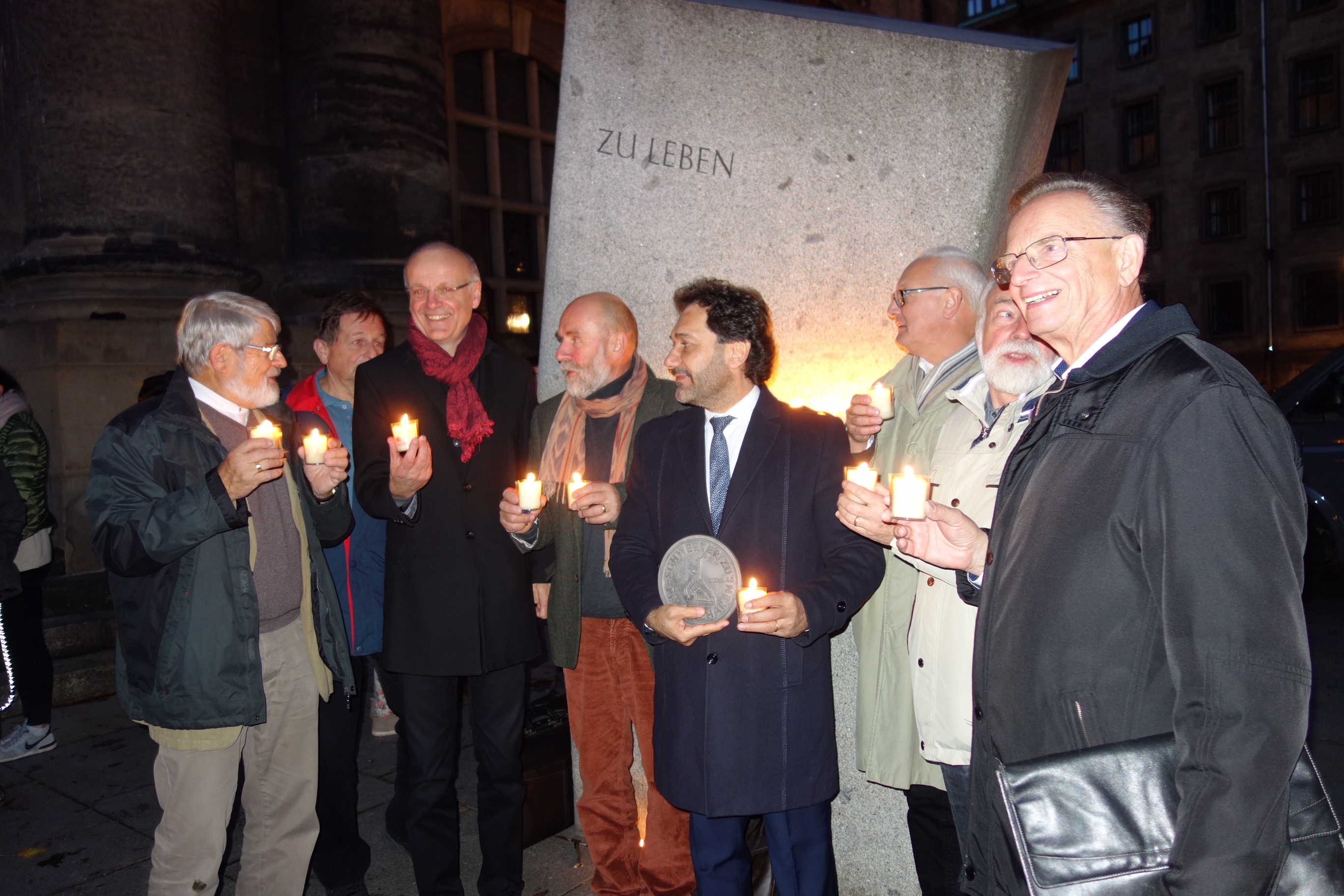
Harutyun Selimian empfängt den Preis „Schwerter zu Pflugscharen“, Dresden, 8. Oktober 2017

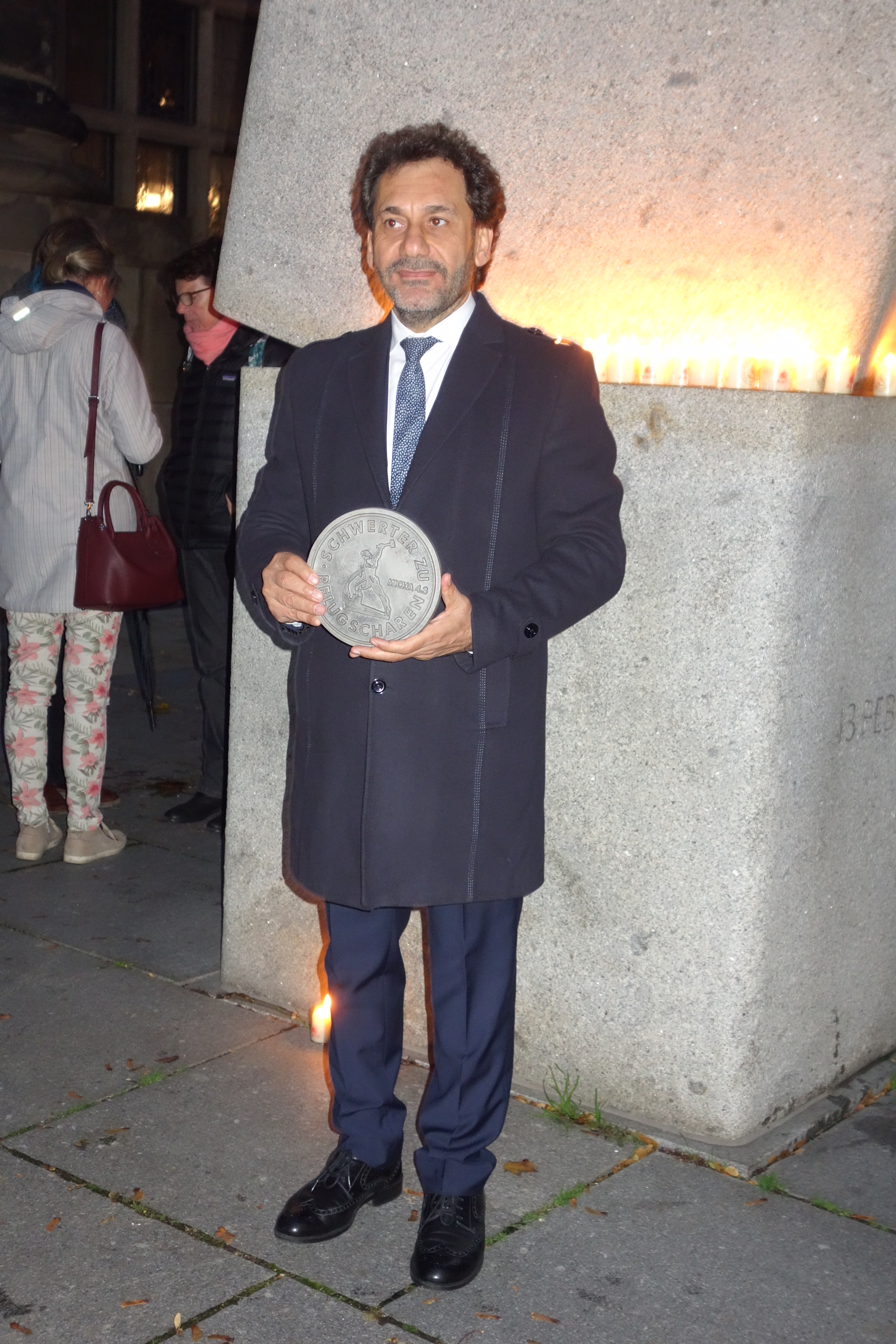
Harutyun Selimian mit dem Preis „Schwerter zu Pflugscharen“, Dresden, 8. Oktober 2017

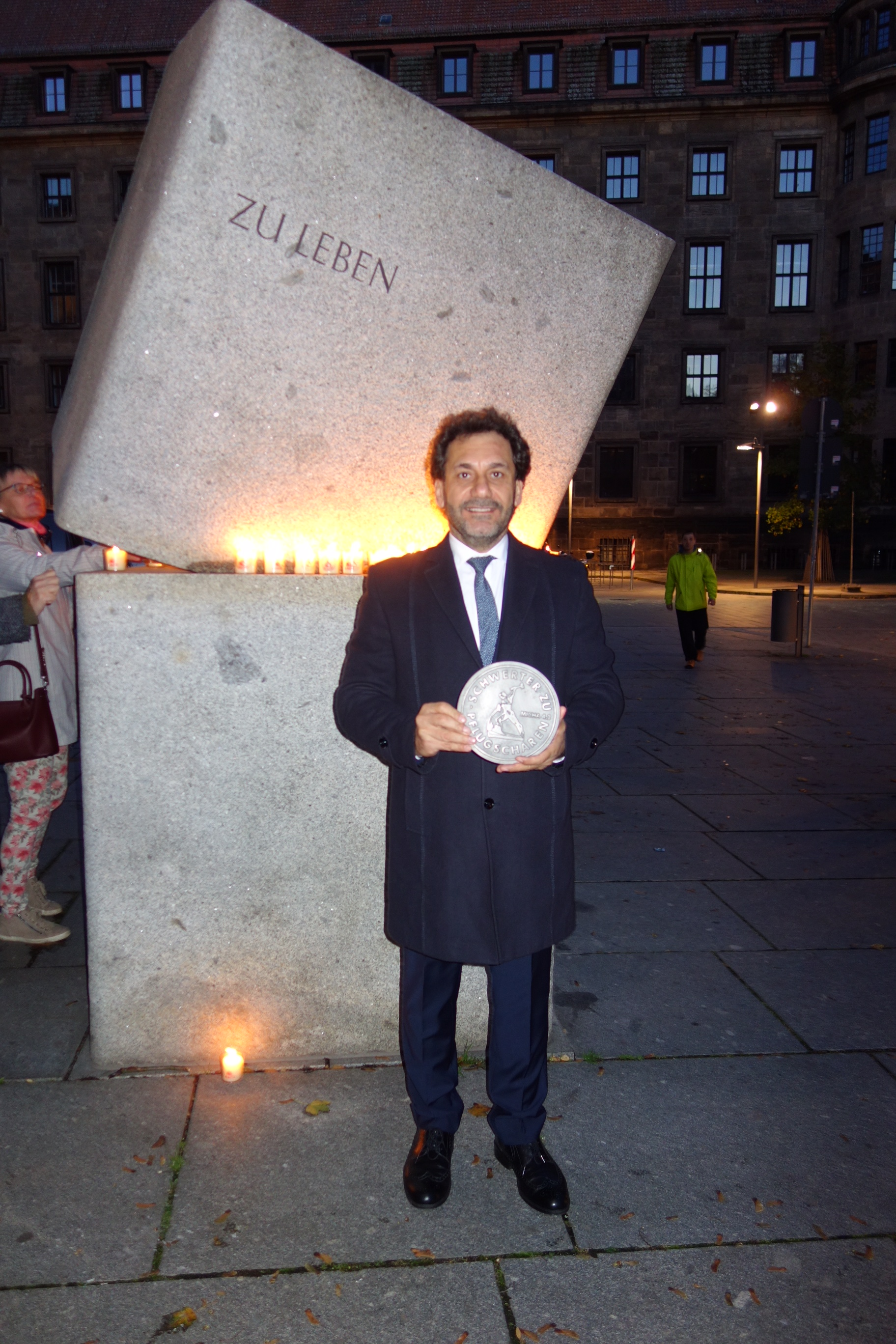
Harutyun Selimian mit dem Preis „Schwerter zu Pflugscharen“, Dresden, 8. Oktober 2017

Harutyun Selimian (arabisch هاروتيون سليميان Hārūtyūn Silīmyān; armenisch Յարութիւն Սելիմեան; * 13. April 1963 in Aleppo), auch englisch Haroutune Selimian oder Haroutioun Selimian transkribiert, ist ein syrischer Pastor an der armenisch-evangelischen Bethelkirche in Aleppo und seit 2004 Vorsitzender der Union der Armenisch-Evangelischen Gemeinden in Syrien.

## Leben
Haroutune Selimian wurde 1963 in Aleppo geboren und besuchte die armenische Schule der Immanuelgemeinde, um dann seine Sekundarschulausbildung am Amerikanischen College von Aleppo zu erhalten, wo er auch die allgemeine Hochschulreife erreichte. In den 1980er Jahren ging er nach Beirut (Libanon), wo er Theologie und Psychologie studierte und 1988 als Bachelor abschloss. Von 1988 bis 1990 war er als Pastor an der armenisch-evangelischen Dreifaltigkeitskirche im armenisch geprägten nordwestsyrischen Kessab tätig. Danach setzte er ab 1990 am presbyterianischen Theologischen Seminar McCormick in Chicago (USA) seine Theologie-Studien fort und machte dort 1992 seinen Master-Abschluss.
1992 kam Harutyun Selimian als noch junger Pastor an die armenisch-evangelische Bethelkirche in Aleppo. Nach Angaben der Gemeinde war er einer der jüngsten Pastoren in der Geschichte der armenisch-evangelischen Kirche überhaupt. Der Kirchengemeinde Bethel ist er seither treu geblieben. Dennoch hielt er sich für Spezialausbildungen zeitweise nochmals im Ausland auf, so 2000 am Ökumenischen Institut in der Schweiz für eine Ausbildung als Ökumenische Führungskraft und 2001 erneut am Theologischen Seminar McCormick in Chicago, wo er einen weiteren Master-Abschluss in Heiliger Theologie erhielt. In der Bethelgemeinde von Aleppo und auch darüber hinaus übernahm Selimian zunehmend Führungsaufgaben. 1998 wurde er Vorsitzender der armenisch-evangelischen Kirche in Syrien. Außerdem wurde er 1998 Vorsitzender des armenisch-evangelischen Bildungsausschusses in Syrien. Er ist damit für folgende Bildungseinrichtungen verantwortlich: Armenisch-evangelische Sekundarschule Bethel in Aleppo, armenisches College Immanuel in Aleppo, evangelisch-syrische Schule in Aleppo, armenisch-evangelische „Schule der Märtyrer“ in Kessab und die armenisch-evangelische Schule in Damaskus. Einen starken Ausbau erfuhr unter seiner Leitung die evangelische Sekundarschule Bethel in Aleppo. Von 1995 bis 2003 war Selimian stellvertretender Leiter des armenischen Pflegeheims in Aleppo, das von den drei armenischen Kirchen gemeinsam geleitet wird. 2004 wurde Selimian Präsident der Union der armenisch-evangelischen Gemeinden Syriens. Im selben Jahr wurde er auch Mitglied des Armenischen Evangelischen Weltrats, dessen Vorsitzender er von 2009 bis 2011 war.
Als Pastor der Bethelkirche und Präsident der armenisch-evangelischen Kirche in Syrien erlebte er den Bürgerkrieg in Syrien seit 2011, in dem er unter schwersten Bedingungen Hilfe für die Menschen organisieren und die Gemeinde zusammenhalten musste. Nach seinen Worten kam Flucht aus Syrien für ihn nicht in Frage, da jeder und jede in Syrien gerade jetzt gebraucht werde. Das Dach der Bethelkirche wurde von Raketen der Rebellen getroffen. Dennoch überstand die Bethelkirche im Gegensatz zu sehr vielen Kirchen Aleppos – auch in der Nähe – die Schlacht um Aleppo von Juli 2012 bis zur Vertreibung der Islamisten im Dezember 2016 ohne größere Schäden. Die schlimmsten Verluste waren für Selimian die vielen Gemeindeglieder, die sich dem Schrecken des Krieges durch Flucht ins Ausland entzogen. Dennoch gab es jeden Sonntag Gottesdienste, und die evangelische Bethelschule wie auch die anderen armenischen evangelischen Schulen konnten offen gehalten werden. Nach Angaben Selimians gab es im März 2016 noch 250 evangelische Familien in Aleppo, und rund 450 Menschen kamen im Schnitt zum Gottesdienst in der Bethelkirche. 35 Familien aus der Bethelgemeinde hatten bis dahin Syrien verlassen. Ein wichtiger Schritt während des Krieges war die Gründung der Bethel-Poliklinik im Juni 2013. Zu einem Angebot der Gemeinde im Krieg unter der Verantwortung von Selimian wurde auch die Behandlung von psychischen Traumata. Bei einem von Simon Der-Sahagian und Harutyun Selimian geleiteten gemeinsamen Gottesdienst der drei armenischen evangelischen Kirchen Aleppos – der schwer beschädigten und unbenutzbaren Immanuelkirche, der Märtyrerkirche und der Bethelkirche – in der Bethelkirche am 16. April 2017 zum ersten Osterfest seit der Vertreibung der Islamisten aus Aleppo nahmen etwa 2000 Personen teil. Bis heute ist auch die unter anderen von Pastor Selimian geleitete Kinder- und Jugendarbeit der Kirche lebendig.
Im Oktober 2017 stattete Harutyun Selimian Deutschland einen Besuch ab. Am 7. Oktober 2017 hielt er in Dresden einen Vortrag über das Christentum in Syrien und seine Zukunft. Am 8. Oktober 2017, dem städtischen „Gedenktag für die Friedliche Revolution“ 1989, predigte er in der Dresdener Kreuzkirche. An dem Denk- und Mahnmal „Schwerter zu Pflugscharen“ erhielt er in Anerkennung seines Einsatzes für den Frieden in Syrien vom ehemaligen Oberlandeskirchenrat und Landesjugendpfarrer Harald Bretschneider von der „Initiativgruppe 8. Oktober“ die Friedensplakette „Schwerter zu Pflugscharen“. In der Nikolaikirche in Leipzig nahm Selimian am 9. Oktober 2017 am Friedensgebet teil und sprach vor 1500 Menschen in der überfüllten Kirche. Bald darauf war er wieder auf dem Heimweg, wozu eine zehnstündige Taxifahrt von Beirut nach Aleppo gehörte – vorbei an gefährlichen Stellen mit Scharfschützen.

## Auszeichnungen (Auswahl)
Im Mai 2009 wurde Selimian Ehrenbürger der Stadt Aleppo. Im Oktober 2012 erhielt er vom syrischen Parlamentspräsidenten Muhammad Dschihad al-Lahham den Verdienstorden für den Einsatz für Menschenrechte. Von der Bethelgemeinde erhielt er im März 2014 eine Plakette für 25 Jahre Seelsorge und eine Auszeichnung für 20 Jahre Pastorentätigkeit. In Dresden (Deutschland) hielt er am 8. Oktober 2017 die Friedensplakette „Schwerter zu Pflugscharen“.

## Privates
Harutyun Selimian ist seit 1995 mit der ebenfalls aus Aleppo stammenden Shoghakat Abardian-Selimian verheiratet. Sie leben in Aleppo und haben zwei Kinder (eine Tochter und einen Sohn).